# 이희숙 (가수)
이희숙(1964년 5월 22일 ~)은 대한민국의 여자 가수이자 여행스케치멤버이다.

## 생애
이희숙은 1964년 5월 22일 부산광역시 해운대구 재송동에서 태어났다. 1989년 여행스케치 멤버였고, 1977년 해동초등학교를 거쳐 재송여자중학교를 거쳐 해운대여자고등학교를 졸업하였다. 

## 경력
- 여행스케치 (멤버)

## 학력
- 1971년 ~ 1977년 해동초등학교 (졸업)
- 1977년 ~ 1980년 재송여자중학교 (졸업)
- 1980년 ~ 1983년 해운대여자고등학교 (졸업)